# Christof Bäumler
Christof Bäumler (* 13. März 1927 in Bad Kissingen; † 7. Februar 1996 in München) war ein deutscher evangelischer Theologe.

## Leben
Bäumler unterrichtete ab 1953 Religion an der Oberrealschule Kempten und wurde 1958 Pfarrer in St. Matthäus (München). Von 1961 bis 1976 leitete er das Studienzentrum für Evangelische Jugendarbeit in Josefstal. Er gehörte 1968 zu den Gründungsmitgliedern des Arbeitskreises Evangelische Erneuerung (AEE).
Nach der Promotion zum Dr. theol. in Tübingen am 10. Juli 1959 lehrte er als Professor für Praktische Theologie (1970–1995) in München.

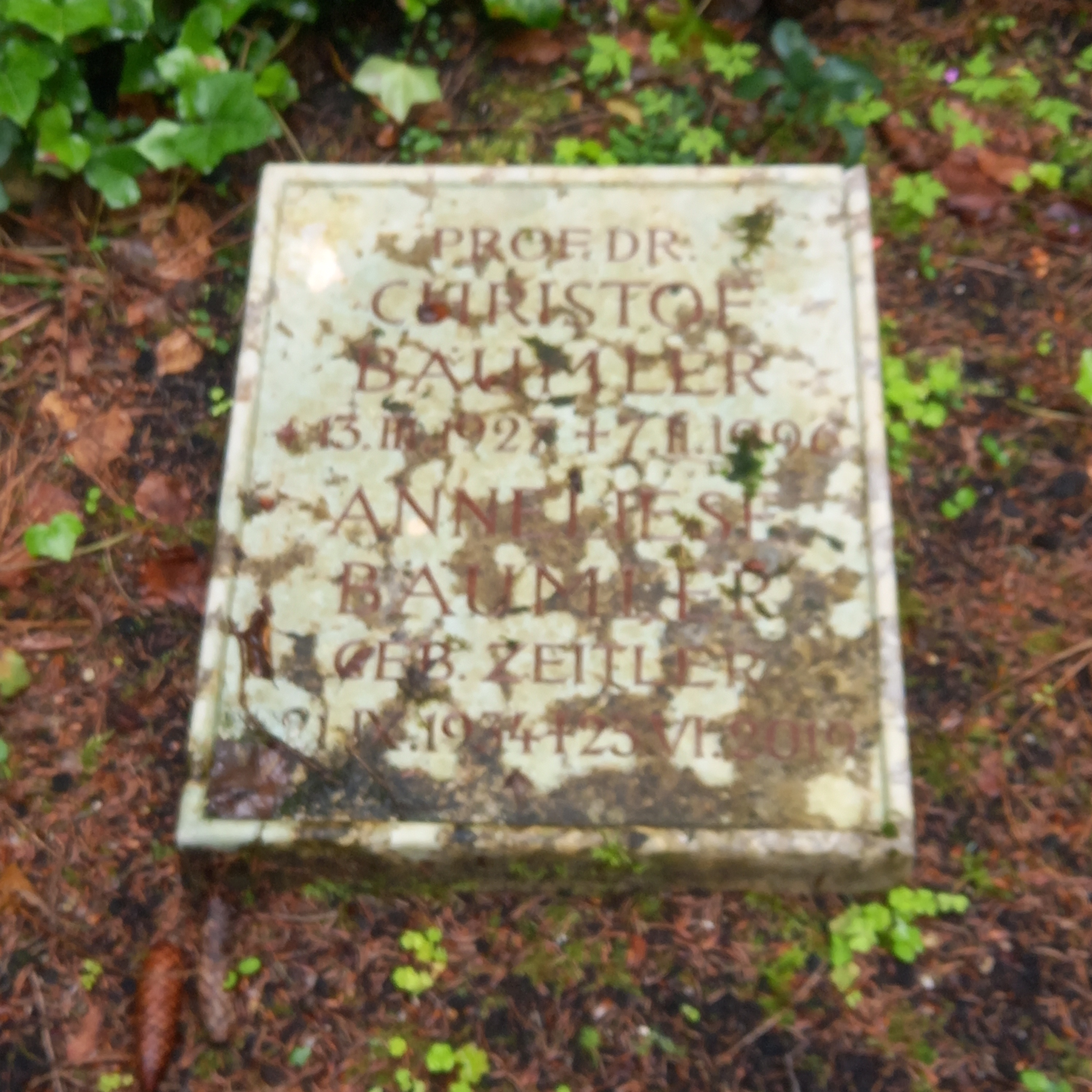
Das Grab von Christof Bäumler und seiner Ehefrau Anneliese geborene Zeitler auf dem Waldfriedhof Solln in München

## Schriften (Auswahl)
- Kirchliche Praxis im Prozess der Großstadt. München 1973, ISBN 3-532-71608-9.
- Unterwegs zu einer Praxistheorie. Gesammelte Aufsätze zur kirchlichen Jugendarbeit 1963–1977. München 1977, ISBN 3-459-01127-0.
- Kommunikative Gemeindepraxis. Eine Untersuchung ihrer Bedingungen und Möglichkeiten. München 1984, ISBN 3-459-01533-0.
- Menschlich leben in der verstädterten Gesellschaft. Kirchliche Praxis zwischen Öffentlichkeit und Privatheit. Gütersloh 1993, ISBN 3-579-02031-5.